# Resolutie 569 Veiligheidsraad Verenigde Naties
Resolutie 569 van de Veiligheidsraad van de Verenigde Naties werd op 26 juli 1985 aangenomen. Dertien leden van de raad stemden voor en twee, het Verenigd Koninkrijk en de Verenigde Staten, onthielden zich.

## Achtergrond
Na de Tweede Wereldoorlog werd in Zuid-Afrika het apartheidssysteem ingevoerd, waarbij blank en zwart volledig van elkaar gescheiden moesten leven maar die eersten wel bevoordeeld werden. Het ANC, waarvan ook Nelson Mandela lid was, was fel tegen dit systeem. Ook in de rest van de wereld werd het afgekeurd, wat onder meer tot sancties tegen Zuid-Afrika leidde. Tegenstanders van de apartheid werden op basis van de apartheidswetten streng gestraft.

## Inhoud
De Veiligheidsraad:
- Is erg bezorgd over de verslechtering van de situatie in Zuid-Afrika en het menselijk lijden dat door het apartheidssysteem wordt veroorzaakt.
- Is verbolgen over de repressie en veroordeelt de honderden arrestaties.
- Komt tot de overweging dat het uitroepen van de noodtoestand in 36 Zuid-Afrikaanse districten de situatie erg verslechtert.
- Vindt de opsluitingen zonder proces, gedwongen verwijderingen en de discriminerende wetgeving onaanvaardbaar.
- Erkent de wettigheid van het streven van de Zuid-Afrikaanse bevolking naar burger- en politieke rechten en een verenigde niet-raciale democratische samenleving.

1. Veroordeelt het apartheidssysteem.
2. Veroordeelt de massale arrestaties, opsluitingen en moorden.
3. Veroordeelt het uitroepen van de noodtoestand en eist de ophef ervan.
4. Roept Zuid-Afrika op alle politiek gevangenen vrij te laten, te beginnen met Nelson Mandela.
5. Herbevestigt dat enkel de afschaffing van apartheid en het oprichten van een vrije verenigde democratische samenleving op basis van universele instemming kan leiden tot een oplossing.
6. Dringt er bij de lidstaten op aan maatregelen als de volgende te nemen tegen Zuid-Afrika:
a. Opschorting van alle nieuwe investeringen.
b. Verbod op de verkoop van de Krugerrand en andere Zuid-Afrikaanse munten.
c. Beperking van sport- en culturele relaties.
d. Opschorting van gegarandeerde exportleningen.
e. Verbod op nieuwe contracten op nucleair gebied.
f. Verbod op de verkoop van computerapparatuur die gebruikt kan worden door leger en politie.
7. Looft de landen die reeds vrijwillige maatregelen tegen Pretoria namen en dringt aan op nieuwe en vraagt andere landen hun voorbeeld te volgen.
8. Vraagt de secretaris-generaal te rapporteren over de uitvoering van deze resolutie.
9. Besluit op de hoogte te blijven en opnieuw bijeen te komen volgend op het rapport van de secretaris-generaal.

## Verwante resoluties
- Resolutie 567 Veiligheidsraad Verenigde Naties
- Resolutie 568 Veiligheidsraad Verenigde Naties
- Resolutie 571 Veiligheidsraad Verenigde Naties
- Resolutie 572 Veiligheidsraad Verenigde Naties

Lijst ·  560 ·  561 ·  562 ·  563 ·  564 ·  565 ·  566 ·  567 ·  568 ·  569 ·  570 ·  571 ·  572 ·  573 ·  574 ·  575 ·  576 ·  577 ·  578 ·  579 ·  580